# Saurauia bakeri
Saurauia bakeri är en tvåhjärtbladig växtart som beskrevs av Elmer Drew Merrill. Saurauia bakeri ingår i släktet Saurauia och familjen Actinidiaceae. Inga underarter finns listade i Catalogue of Life.